# سام ليف
سام ليف (بالإنجليزية: Sam Lev)‏ هو لاعب الجسر ‏ أمريكي، ولد في 1947.